# Clemer
Clemer Melo da Silva meglio noto solo come Clemer (São Luís, 20 ottobre 1968) è un allenatore di calcio ed ex calciatore brasiliano, di ruolo portiere.

## Carriera
Con l'Internacional, Clemer ha vinto sei volte il Campionato Gaúcho, una Coppa Libertadores (l'edizione 2006) e un Mondiale per club FIFA (nello stesso anno).

## Palmarès

### Giocatore

#### Competizioni nazionali
- Campionato Paraense: 2

Remo: 1994, 1995
- Campionato Goiano: 1

Goiás: 1996
- Campionato Carioca: 3

Flamengo: 1999, 2000, 2001
- Copa dos Campeões: 1

Flamengo: 2001
- Campionato Gaúcho: 6

Internacional: 2002, 2003, 2004, 2005, 2008, 2009

#### Competizioni internazionali
- Coppa Mercosur: 1

Flamengo: 1999
- Coppa Libertadores: 1

Internacional: 2006
- Coppa del mondo per club: 1

Internacional: 2006
- Recopa Sudamericana: 1

Internacional: 2007
- Coppa Sudamericana: 1

Internacional: 2008
- Coppa Suruga Bank: 1

Internacional: 2009

### Allenatore
- Coppa FGF Under-17: 3

Internacional: 2011, 2012, 2013
- Campionato Gaúcho Under-17: 1

Internacional: 2012
- Campionato brasiliano Under-17: 1

Internacional: 2012
- Campionato Sergipano: 1

Sergipe: 2016